# Rudra brescoviti
Rudra brescoviti är en spindelart som beskrevs av Braul, Lise 1999. Rudra brescoviti ingår i släktet Rudra och familjen hoppspindlar. Inga underarter finns listade i Catalogue of Life.